# 國立希臘劇院
國立希臘劇院（希臘語：Εθνικό Θέατρο Ελλάδας）是位於希臘雅典的劇場。

## 历史
劇院最初成立於1880年，是希臘的皇家劇院。1901年，希臘國家劇院創辦了戲劇學校。現在希臘國家劇院共擁有兩座建築，分別是中央劇院和兒童劇院。中央劇院內共有五個演出劇場。

## 外部連結
- 官方网站
- Vasilis Fotopoulos, 100 years National Theatre, Latsis Group 2001[永久] (e-book)

Template:雅典地标
37°59′05″N 23°43′31″E / 37.98472°N 23.72528°E